# Run to Me (bài hát của Bee Gees)
"Run to Me" là một bài hát của ban nhạc Bee Gees. Đĩa đơn này được phát hành vào ngày 7 tháng 7 năm 1972 và được đưa vào làm bài đầu tiên trong album năm 1972 To Whom It May Concern của nhóm. Bài hát lọt vào top 10 bảng xếp hạng Anh và Top 20 bảng xếp hạng Mỹ.
Bài hát do ba anh em Barry, Robin and Maurice Gibb viết, với Barry Gibb hát phần chính và Robin Gibb hát điệp khúc.

## Phát hành và trình diễn
"Run to Me đưa Bee Gees trở lại Top 10 tại Anh sau 3 năm vắng bóng, đạt vị trí thứ 9 tại Anh và 16 tại Mỹ. Đây là đĩa đơn đầu tiên không có tay trống Geoff Bridgford sau khi anh rời ban nhạc tháng 1 năm đó.
Một video quảng bá của bài hát này được phát hành với Barry và Robin đứng hát với micro trước piano cơ của Maurice.

## Bảng xếp hạng
| Chart (1972)                       | Peak position |
| ---------------------------------- | ------------- |
| Argentina Singles Chart            | 10            |
| Australia (Go-Set)                 | 3             |
| Australia (Kent Music Report)      | 3             |
| Bangkok                            | 1             |
| Brazil                             | 2             |
| Canada (RPM)                       | 6             |
| Denmark                            | 10            |
| France (SNEP)                      | 85            |
| Ireland (IRMA)                     | 7             |
| Italy (FIMI)                       | 5             |
| Netherlands (Dutch Top 40)         | 28            |
| New Zealand (Recorded Music NZ)    | 5             |
| South Africa (Springbok Radio)     | 3             |
| Spain (PROMUSICAE)                 | 8             |
| UK (Official Charts Company)       | 9             |
| US Billboard Hot 100               | 16            |
| US Billboard Easy Listening Charts | 6             |
| US Cash Box Top 100                | 11            |
| US Record World                    | 9             |

| Chart (1972)           | Position |
| ---------------------- | -------- |
| Canada RPM Top Singles | 91       |
| US Billboard Hot 100   | 137      |
| US Cash Box            | 97       |